# Groot mestplooirokje
Het  groot mestplooirokje (Parasola megasperma) is een paddenstoel uit de familie Psathyrellaceae. Het leeft saprotroof op bemeste grond en op uitwerpselen van gewervelden.

## Kenmerken
De sporen zijn ellipsoïde met centrale een kiempore en meten 12-17 × 9-11 µm. Het Q-getal (verhouding lengte/breedte) is groter dan 1,4.

## Verspreiding
Het groot mestplooirokje komt met name voor in Europa, maar er zijn ook waarnemingen bekend uit Noord-Amerika. Het komt in Nederland zeer zeldzaam voor. Het staat op de rode lijst in de categorie 'Gevoelig'.